# Merry Christmas from the Morse Family
Merry Christmas from the Morse Family è la prima raccolta del cantautore statunitense Neal Morse, pubblicata nel 1999 dalla Radiant Records.

## Descrizione
L'album racchiude reincisioni di svariati brani originariamente registrati da Morse a partire dal 1984 (quattro brani tratti da Merry Christmas from the Morse Family sono rimasti immutati da quella data) e realizzati come regalo per i suoi famigliari e amici. Sono presenti anche alcuni brani composti nel corso del 2000 appositamente per questa pubblicazione.

## Tracce
1. Hallelujah - The King Is Born
2. Christmas Keeps Calling
3. Love Lay In Bethlehem
4. The Laughing Christmas Song
5. Sinatra Christmas (My 1st Christmas with You)
6. How Peaceful Was the Night
7. 'Tis the Reason to Be Blue
8. Elvis Christmas (Lovin' Christmas)
9. A Special Kind of Christmas
10. Swingin' Holiday
11. Kids Love Santa
12. Missing You at Christmas Time
13. Holy Christmas

## Formazione
- Neal Morse – voce, strumentazione
- Dave Schmidt, Deann Clifford, Jessica Mears, Joey Pippin, Terra Mears – cori (tracce 1 e 13)
- Colleen Harrison – voce (traccia 3)
- Jayda Morse, Wil Morse – voce (traccia 4)
- Alcune ragazze di cui Morse non ne ricorda il nome – cori (traccia 6)